# Sistema numerico duodecimale

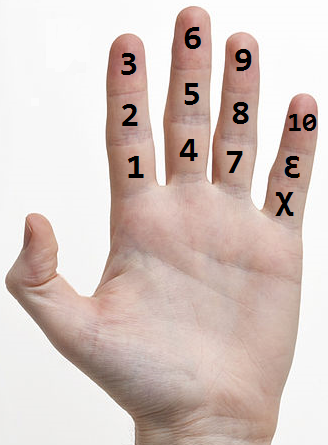
Per contare da 1 a 10 in base dozzinale si possono utilizzare le falangi di una sola mano, anziché tutte e dieci le dita.

Il sistema numerico duodecimale (chiamato anche dozzinale o in base 12, spesso abbreviato doz) è un sistema di numerazione posizionale che utilizza dodici cifre, vale a dire che in questo sistema al valore dieci ed al valore undici sono assegnati dei simboli propri, anziché ricorrere a combinazioni di più simboli.
Come cifra atta a sostituire il dieci si può utilizzare:
- ᘔ (un 2 rovesciato)[1]
- χ (una Chi minuscola) (dal numero romano X)[2][3][4]
- A (similarmente al sistema esadecimale)
- T (dall'inglese "Ten")
- X (dal numero romano X)
- W (da due volte il numero romano V)[5]

Per sostituire l'undici, invece, si possono usare:
- B (similarmente al sistema esadecimale)
- E (dall'inglese "Eleven")
- ε (una Epsilon minuscola, cioè un 3 rovesciato)[1][2][3][4]
- ∂ (basato su un pendolo)[5]

Anche se tecnicamente non esistono dei veri nomi, in ambito anglofono le due cifre aggiuntive vengono talvolta chiamate rispettivamente Dek (dal greco deca) ed El (dall'inglese eleven).
Il valore dodici, che in un classico sistema decimale avremmo scritto come "12" (che sta a significare "1 decina + 2 unità"), qui viene riportato come "10" ("1 dozzina + 0 unità"). Ne consegue che se scrivessimo "12" in un sistema dozzinale stiamo indicando il valore che, nel sistema decimale, avremmo indicato come "14". Su scala più grande si presenta la notazione "100": nel sistema decimale significa "1 decina di decine" ed indica il numero cento, mentre nel sistema duodecimale indica "1 dozzina di dozzine", arrivando ad indicare il decimale "144" (12×12). Il valore cento in base 12 si scrive "84" (ovvero "8 dozzine + 4 unità"). Al contrario, la scrittura "0.1" non indica un decimo di unità ma un dodicesimo (0.083) e "0.01" non un centesimo ma un centoquarantaquattresimo (0.00694).
Il numero dodici è un numero altamente composto, infatti è il più basso numero con quattro divisori (2, 3, 4 e 6, escludendo 1 e 12), nonché il più basso ad essere multiplo dei primi quattro numeri naturali. Ciò ne comporta la versatilità ad essere usato come base di un sistema numerico, essendo una base duodecimale più comoda nella vita quotidiana rispetto ad una base decimale. Un esempio ne possono essere le prime frazioni:
(In verde i casi in cui una versione è più corta dell'altra, e dunque preferibile)
| Frazione | Decimale | Dozzinale | Frazione   | Decimale | Dozzinale |
| -------- | -------- | --------- | ---------- | -------- | --------- |
| 1/2      | 0,5      | 0,6       | 1/8        | 0,125    | 0,16      |
| 1/3      | 0,3      | 0,4       | 1/9        | 0,1      | 0,14      |
| 1/4      | 0,25     | 0,3       | 1/10, 1/A  | 0,1      | 0,12497   |
| 1/5      | 0,2      | 0,2497    | 1/11, 1/B  | 0,09     | 0,1       |
| 1/6      | 0,16     | 0,2       | 1/12, 1/10 | 0,083    | 0,1       |
| 1/7      | 0,142857 | 0,186A35  | 1/13, 1/11 | 0,076923 | 0,0B      |

## Origini
Lingue umane che si avvalgono di un sistema numerico in base 12 sono rare. Possiamo infatti citare solamente linguaggi limitrofi della Nigeria e dell'India, come i dialetti africani Janji, Gbiri-Niragu, Piti e Gwandara, o il nepalese Chepang ed il maldiviano.
Le lingue germaniche possiedono nomi propri, e non composti, per i numeri 11 e 12, come ad esempio eleven e twelve in inglese, elleve e tolv in danese, elf e zwölf in tedesco, etc. Questo porta spesso a pensare che si tratti di residui di un vecchio sistema duodecimale; in realtà si ritiene che tali parole derivino dal proto-germanico *ainlif and *twalif e significhino letteralmente uno oltre e due oltre, mostrandone dunque la natura decimale.
Storicamente, le unità di tempo di molte civiltà fanno riferimento al numero 12 come perno centrale. Ci sono, ad esempio, 12 segni zodiacali, 12 mesi in un anno e 12 ore in un giorno babilonese. Nella tradizione cinese i calendari, gli orologi ed i compassi sono basati sui dodici rami terrestri. Nel sistema imperiale britannico, 12 pollici costituiscono un piede, una libbra equivale a 12 once troy e 12 penny un tempo corrispondevano ad uno scellino.
Gli Antichi Romani, seppure non avessero un sistema posizionale ma additivo, utilizzavano un sistema frazionario basato sul 12 in cui dodicesima parte di unità era chiamata uncia, da cui gli attuali ounce ed inch inglesi. Molto più avanti, anche Carlo Magno istituì nel suo impero un nuovo sistema monetario in cui 12 denari componevano un soldo.

## Conversione tra basi

### Metodo della somma di multipli di potenze della base
Immaginiamo di dover convertire il numero dozzinale 3'1A5'B23.6 in base decimale. Come prima cosa, dobbiamo esprimere il numero come somma di prodotti tra singole cifre e potenze della base. Vale a dire: 3'1A5'B23.6 = 3'000'000 + 100'000 + A0'000 + 5'000 + B00 + 20 + 3 + 0.6
Questo perché ciascuno dei numeri ottenuti corrisponde alla formula c*bz, dove c è la cifra che caratterizza il numero (ad esempio il 5 in 5'000), b è la base e z è il numero di zeri (ad esempio 5 in 100'000). Dopodiché, bisogna prendere la forma c*bz di ciascun addendo e convertirlo dal sistema duodecimale a quello decimale; per far ciò, è sufficiente convertire il valore b: precedentemente tale valore era 10 poiché ogni base si scrive 10 nella base stessa, ma adesso dobbiamo esprimere quel valore in una base più piccola, una base in cui 10doz viene scritto 12dec. Modifichiamo dunque l'espressione c*10z in c*12z per ciascuno degli addendi; l'unica ulteriore modifica si presenta per c=A → c=10 e c=B → c=11.
Ora, calcoliamo decimalmente ciascuna formula e sommiamo i risultati: avremo ottenuto di sapere come si scrive 3'1A5'B23.6doz in base decimale. Di seguito, lo svolgimento:
```
   Dozzinale                         Decimale

 3'000'000    = 3×10^6  =  3×12^6  = 8'957'952
   100'000    = 1×10^5  =  1×12^5  =   248'832
    A0'000    = A×10^4  = 10×12^4  =   207'360
     5'000    = 5×10^3  =  5×12^3  =     8'640
       B00    = B×10^2  = 11×12^2  =     1'584
        20    = 2×10^1  =  2×12^1  =        24
         3    = 3×10^0  =  3×12^0  =         3
         0.6  = 6×10^-1 =  6×12^-1 =         0.5
------------------------------------------------------
 3'1A5'B23.6            =            9'424'395.5
```

Sappiamo ora che 3'1A5'B23.6doz = 9'424'395.5dec.

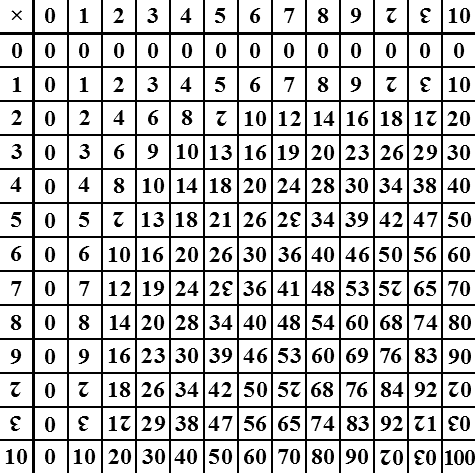
Tavola moltiplicativa dozzinale

Proviamo ora a svolgere l'opposto, ovvero convertire il numero decimale 9'424'395.5 in base dozzinale. Come prima, scomponiamo: 9'424'395.5 = 9'000'000 + 400'000 + 20'000 + 300 + 90 + 5 + 0.5
Prendendo poi la forma c*bz in cui abbiamo posto gli addendi, cambiamo il valore di b non da 10 a 12 come prima, ma da 10 ad A (in breve, il valore di b va cambiato al valore della base originaria espresso nella base di destinazione). Stavolta, le moltiplicazioni e l'addizione finale andranno svolte secondo le regole dozzinali (si veda a lato per la tavola moltiplicativa).
```
    Decimale                       Dozzinale

 9'000'000    = 9×10^6  = 9×A^6  = 3'020'400
   400'000    = 4×10^5  = 4×A^5  =   173'594
    20'000    = 2×10^4  = 2×A^4  =     B'6A8
     4'000    = 4×10^3  = 4×A^3  =     2'394
       300    = 3×10^2  = 3×A^2  =       210
        90    = 9×10^1  = 9×A^1  =        76
         5    = 5×10^0  = 5×A^0  =         5
         0.5  = 5×10^-1 = 5×A^-1 =         0.6
------------------------------------------------------
 9'424'395.5            =          3'1A5'B23.6
```

Anche adesso, quindi, siamo giunti alla conclusione che 9'424'395.5dec = 3'1A5'B23.6doz.

### Metodo del resto della divisione
Un altro modo di convertire un numero decimale ad uno dozzinale è quello di dividere tale numero per 12 e riportare da parte il resto della divisione; poi si prende il risultato senza resto e lo si ridivide nuovamente per 12, riportando anche stavolta il resto. Si continua fino a quando il quoziente senza resto non è pari a 0.
Vediamo ad esempio come convertire il numero 9'424'370dec alla base duodecimale.
| Dividendo | Divisore | Quoto   | Resto |
| --------- | -------- | ------- | ----- |
| 9'424'370 | : 12 =   | 785'364 | 2     |
| 785'364   | : 12 =   | 65'447  | 0     |
| 65'447    | : 12 =   | 5'453   | 11    |
| 5'453     | : 12 =   | 454     | 5     |
| 454       | : 12 =   | 37      | 10    |
| 37        | : 12 =   | 3       | 1     |
| 3         | : 12 =   | 0       | 3     |

Una volta svolte le divisioni, prendiamo tutti i resti in ordine dall'ultimo verso il primo: 3, 1, 10, 5, 11, 0 e 2. Dato che sono presenti il 10 e l'11, convertiamoli ai relativi simboli dozzinali, ovvero convenzionalmente A e B. Il numero duodecimale che corrisponde a 9'424'370dec sarà dunque 3'1A5'B02doz.

### Vari numeri convertiti da duodecimale a decimale
| Duod.   | Dec.      | Duod.  | Dec.    | Duod. | Dec.   | Duod. | Dec.  | Duod. | Dec. | Duod. | Dec. | Duod. | Dec.  | Duod. | Dec.    |
| 100'000 | 248'832   | 10'000 | 20'736  | 1'000 | 1'728  | 100   | 144   | 10    | 12   | 1     | 1    | 0.1   | 0.083 | 0.01  | 0.00694 |
| 200'000 | 497'664   | 20'000 | 41'472  | 2'000 | 3'456  | 200   | 288   | 20    | 24   | 2     | 2    | 0.2   | 0.16  | 0.02  | 0.0138  |
| 300'000 | 746'496   | 30'000 | 62'208  | 3'000 | 5'184  | 300   | 432   | 30    | 36   | 3     | 3    | 0.3   | 0.25  | 0.03  | 0.02083 |
| 400'000 | 995'328   | 40'000 | 82'944  | 4'000 | 6'912  | 400   | 576   | 40    | 48   | 4     | 4    | 0.4   | 0.3   | 0.04  | 0.027   |
| 500'000 | 1'244'160 | 50'000 | 103'680 | 5'000 | 8'640  | 500   | 720   | 50    | 60   | 5     | 5    | 0.5   | 0.416 | 0.05  | 0.03472 |
| 600'000 | 1'492'992 | 60'000 | 124'416 | 6'000 | 10'368 | 600   | 864   | 60    | 72   | 6     | 6    | 0.6   | 0.5   | 0.06  | 0.0416  |
| 700'000 | 1'741'824 | 70'000 | 145'152 | 7'000 | 12'096 | 700   | 1008  | 70    | 84   | 7     | 7    | 0.7   | 0.583 | 0.07  | 0.04861 |
| 800'000 | 1'990'656 | 80'000 | 165'888 | 8'000 | 13'824 | 800   | 1152  | 80    | 96   | 8     | 8    | 0.8   | 0.6   | 0.08  | 0.05    |
| 900'000 | 2'239'488 | 90'000 | 186'624 | 9'000 | 15'552 | 900   | 1'296 | 90    | 108  | 9     | 9    | 0.9   | 0.75  | 0.09  | 0.0625  |
| ᘔ00'000 | 2'488'320 | ᘔ0'000 | 207'360 | ᘔ'000 | 17'280 | ᘔ00   | 1'440 | ᘔ0    | 120  | ᘔ     | 10   | 0.ᘔ   | 0.83  | 0.0ᘔ  | 0.0694  |
| Ɛ00'000 | 2'737'152 | Ɛ0'000 | 228'096 | Ɛ'000 | 19'008 | Ɛ00   | 1'584 | Ɛ0    | 132  | Ɛ     | 11   | 0.Ɛ   | 0.916 | 0.0Ɛ  | 0.07638 |

### Vari numeri convertiti da decimale a duodecimale
| Dec.    | Duod.   | Dec.   | Duod.  | Dec.  | Duod. | Dec. | Duod. | Dec. | Duod. | Dec. | Duod. | Dec. | Duod.   | Dec. | Duod.                   |
| 100'000 | 49'ᘔ54  | 10'000 | 5'954  | 1'000 | 6Ɛ4   | 100  | 84    | 10   | ᘔ     | 1    | 1     | 0.1  | 0.12497 | 0.01 | 0.015343ᘔ0Ɛ62ᘔ68781Ɛ059 |
| 200'000 | 97'8ᘔ8  | 20'000 | Ɛ'6ᘔ8  | 2'000 | 1'1ᘔ8 | 200  | 148   | 20   | 18    | 2    | 2     | 0.2  | 0.2497  | 0.02 | 0.02ᘔ68781Ɛ05915343ᘔ0Ɛ6 |
| 300'000 | 125'740 | 30'000 | 15'440 | 3'000 | 1'8ᘔ0 | 300  | 210   | 30   | 26    | 3    | 3     | 0.3  | 0.37249 | 0.03 | 0.043ᘔ0Ɛ62ᘔ68781Ɛ059153 |
| 400'000 | 173'594 | 40'000 | 1Ɛ'194 | 4'000 | 2'394 | 400  | 294   | 40   | 34    | 4    | 4     | 0.4  | 0.4972  | 0.04 | 0.05915343ᘔ0Ɛ62ᘔ68781Ɛ0 |
| 500'000 | 201'428 | 50'000 | 24'Ɛ28 | 5'000 | 2'ᘔ88 | 500  | 358   | 50   | 42    | 5    | 5     | 0.5  | 0.6     | 0.05 | 0.07249                 |
| 600'000 | 24Ɛ'280 | 60'000 | 2ᘔ'880 | 6'000 | 3'580 | 600  | 420   | 60   | 50    | 6    | 6     | 0.6  | 0.7249  | 0.06 | 0.08781Ɛ05915343ᘔ0Ɛ62ᘔ6 |
| 700'000 | 299'114 | 70'000 | 34'614 | 7'000 | 4'074 | 700  | 4ᘔ4   | 70   | 5ᘔ    | 7    | 7     | 0.7  | 0.84972 | 0.07 | 0.0ᘔ0Ɛ62ᘔ68781Ɛ05915343 |
| 800'000 | 326'Ɛ68 | 80'000 | 3ᘔ'368 | 8'000 | 4'768 | 800  | 568   | 80   | 68    | 8    | 8     | 0.8  | 0.9724  | 0.08 | 0.0Ɛ62ᘔ68781Ɛ05915343ᘔ  |
| 900'000 | 374'ᘔ00 | 90'000 | 44'100 | 9'000 | 5'260 | 900  | 630   | 90   | 76    | 9    | 9     | 0.9  | 0.ᘔ9724 | 0.09 | 0.10Ɛ62ᘔ68781Ɛ05915343ᘔ |

### Conversione di potenze
| Esponente | b=2  | b=2   | b=3  | b=3   | b=4    | b=4   | b=5    | b=5                     | b=6    | b=6    | b=7                                            | b=7                                            |
| Esponente | Dec. | Duod. | Dec. | Duod. | Dec.   | Duod. | Dec.   | Duod.                   | Dec.   | Duod.  | Dec.                                           | Duod.                                          |
| b6        | 64   | 54    | 729  | 509   | 4'096  | 2454  | 15'625 | 9'061                   | 46'656 | 23'000 | 117'649                                        | 58'101                                         |
| b5        | 32   | 28    | 243  | 183   | 1'024  | 714   | 3'125  | 1'985                   | 7'776  | 4'600  | 16'807                                         | 9'887                                          |
| b4        | 16   | 14    | 81   | 69    | 256    | 194   | 625    | 441                     | 1'296  | 900    | 2'401                                          | 1'481                                          |
| b3        | 8    | 8     | 27   | 23    | 64     | 54    | 125    | ᘔ5                      | 216    | 160    | 343                                            | 247                                            |
| b2        | 4    | 4     | 9    | 9     | 16     | 14    | 25     | 21                      | 36     | 30     | 49                                             | 41                                             |
| b1        | 2    | 2     | 3    | 3     | 4      | 4     | 5      | 5                       | 6      | 6      | 7                                              | 7                                              |
| b−1       | 0.5  | 0.6   | 0.3  | 0.4   | 0.25   | 0.3   | 0.2    | 0.2497                  | 0.16   | 0.2    | 0.142857                                       | 0.186ᘔ35                                       |
| b−2       | 0.25 | 0.3   | 0.1  | 0.14  | 0.0625 | 0.09  | 0.04   | 0.05915343ᘔ0 Ɛ62ᘔ68781Ɛ | 0.027  | 0.04   | 0.0204081632653 06122448979591 836734693877551 | 0.02Ɛ322547ᘔ05ᘔ 644ᘔ9380Ɛ908996 741Ɛ615771283Ɛ |

| Esponente | b=8      | b=8     | b=9         | b=9     | b=10      | b=10                     | b=11                      | b=11          | b=12      | b=12      |
| Esponente | Dec.     | Duod.   | Dec.        | Duod.   | Dec.      | Duod.                    | Dec.                      | Duod.         | Dec.      | Duod.     |
| b6        | 262'144  | 107'854 | 531'441     | 217'669 | 1'000'000 | 402'854                  | 1'771'561                 | 715'261       | 2'985'984 | 1'000'000 |
| b5        | 32'768   | 16'Ɛ68  | 59'049      | 2ᘔ'209  | 100'000   | 49'ᘔ54                   | 161'051                   | 79'24Ɛ        | 248'832   | 100'000   |
| b4        | 4'096    | 2'454   | 6'561       | 3'969   | 10'000    | 5'954                    | 14'641                    | 8'581         | 20'736    | 10'000    |
| b3        | 512      | 368     | 729         | 509     | 1'000     | 6Ɛ4                      | 1'331                     | 92Ɛ           | 1'728     | 1'000     |
| b2        | 64       | 54      | 81          | 69      | 100       | 84                       | 121                       | ᘔ1            | 144       | 100       |
| b1        | 8        | 8       | 9           | 9       | 10        | ᘔ                        | 11                        | Ɛ             | 12        | 10        |
| b−1       | 0.125    | 0.16    | 0.1         | 0.14    | 0.1       | 0.12497                  | 0.09                      | 0.1           | 0.083     | 0.1       |
| b−2       | 0.015625 | 0.023   | 0.012345679 | 0.0194  | 0.01      | 0.015343ᘔ0Ɛ6 2ᘔ68781Ɛ059 | 0.00826446280 99173553719 | 0.0123456789Ɛ | 0.00694   | 0.01      |

## Dozzinalismo e duodecimalizzazione
La causa per la duodecimalizzazione è stata a lungo portata avanti da F. Emerson Andrews col suo libro del 1935 I nuovi numeri: come l'accettazione di una base duodecimale semplificherebbe la matematica. Emerson notò e fece notare come, a causa della grande diffusione di multipli e fattori di dodici in molte unità di misura tradizionali, molti dei vantaggi di calcolo che l'adozione del Sistema Metrico Decimale vantava avrebbero potuto benissimo essere applicati anche ad un sistema in base dozzinale.
Fu egli a suggerire l'utilizzo della Chi (χ) e della Epsilon (ε) minuscole per somiglianza alla X romana ed alla E di Eleven, in quanto l'utilizzo quotidiano di A e B similarmente ai sistemi esadecimale e vigesimale, in un testo in alfabeto latino, avrebbe potuto far confondere.
Un'altra notazione diffusa è quella introdotta da Sir Isaac Pitman, che suggerì l'utilizzo di un 2 rovesciato (ᘔ) per il dieci e lo stesso per il 3 (Ɛ) come undici. A sostegno vi è il fatto che, essendo simboli ispirati a cifre già esistenti, sarebbe stato più facile per le masse abituarsi a riconoscerli come veri numeri, piuttosto che simboli artificiali. Per questo ᘔ e Ɛ sono stati adottati dalla Dozenal Society of Great Britain, che si è battuta per farli inserire tra i caratteri Unicode.
Altre proposte sono state asterisco e cancelletto (* e #) per il fatto di essere già presenti sulle tastiere dei telefoni, ma sono stati criticati per il non avere forme verosimili per essere cifre. Si pensò così a Φ (unione grafica di 1 e 0) e +, x o † (incrocio dei due 1), ma l'uso di questi ultimi tre simboli avrebbe potuto far confondere coi simboli di addizione o moltiplicazione.
Un problema con queste cifre, però, sia ᘔ & Ɛ che le altre varianti, è che non possono essere rappresentate nei famosi display a sette segmenti, oppure possono esservi scritti ma in modo uguale ad altri caratteri (ᘔ=2, Ɛ=E di errore).
La Dozenal Society of America e la Dozenal Society of Great Britain promuovono l'adozione diffusa del sistema in base 12. Le due associazioni specificano che preferiscono utilizzare la parola "dozzinale" anziché "duodecimale" poiché quest'ultima mantiene una radice latina con riferimenti ad una terminologia decimale, mentre la dozzina indica una tradizionale unità di misura in base dodici che non prende in considerazione il numero dieci.